# Federal Food, Drug, and Cosmetic Act
Der Federal Food, Drug, and Cosmetic Act (abgekürzt FFDCA, FDCA oder FD&C) umfasst eine Reihe gesetzlicher Regelungen, die die Food and Drug Administration dazu ermächtigen, die Sicherheit von Lebensmitteln, Arzneimitteln, medizinischen Produkten und Kosmetik zu überwachen und wurde 1938 vom US-Kongress verabschiedet. Hauptautor des Gesetzes war Royal S. Copeland, ein Senator aus New York. 1968 wurden Bestimmungen zur Kontrolle der Strahlung elektronischer Produkte in den FD&C Act aufgenommen. Das Gesetz wurde bereits mehrfach geändert.
Grund für den Erlass des Gesetzes war der Tod von über 100 Patienten aufgrund eines Sulfanilamid-Medikamentes, für das Diethylenglycol als Lösungsmittel genutzt wurde (siehe Sulfanilamid-Katastrophe). Es ersetzte den Pure Food and Drug Act aus dem Jahr 1906.

## Inhalt
Der FDC Act besteht aus zehn Kapiteln:
I. Kurztitel
II. Definitionen
- 201(f) definiert Lebensmittel, wozu auch explizit Kaugummi zählt
- 201(g) definiert Arzneimittel
- 201(h) definiert Medizinprodukte
- 201(s) definiert Lebensmittelzusatzstoffe
- 201(ff) definiert Nahrungsergänzungsmittel

III. Verbotene Handlungen und Strafen
Dieser Abschnitt enthält privatrechtliche und strafrechtliche Bestimmungen. Die meisten Verstöße gegen das Gesetz fallen unter das Zivilrecht, für wiederholte, vorsätzliche und betrügerische Verstöße gilt hingegen das Strafrecht.
IV. Lebensmittel
Bei Stoffen in Lebensmitteln wird zwischen natürlich vorhandenen und zugesetzten Stoffen unterschieden. Substanzen, die natürlich in Lebensmitteln vorkommen, müssen dabei weniger hohe Gesundheitsanforderungen erfüllen, als Substanzen, die künstlich Lebensmitteln zugesetzt werden.
V. Arzneimittel und Geräte
- 505 beschreibt den Prozess der Zulassung von Arzneimitteln

VI. Kosmetika
VII. Allgemeine Autorität
- 704 erlaubt Inspektionen von Unternehmen, die regulierte Tätigkeiten ausüben. Die Inspektionsergebnisse müssen gemeldet werden.

VIII. Importe und Exporte
IX. Tabakprodukte
X. Verschiedenes

## Lebensmittelfarbstoffe
Der FD&C Act ist wohl dadurch am bekanntesten, dass er in den Namen von Lebensmittelfarbstoffen wie „FD&C Yellow No. 6“ genutzt wird. Das Gesetz machte die Zertifizierung einiger Lebensmittelfarbstoffe verpflichtend. Die FDA führt neun FD&C-zertifizierte (Food, Drugs & Cosmetics) Farbstoffe zur Nutzung in den Vereinigten Staaten und viele D&C-zertifizierte (Drugs & Cosmetics) Farbstoffe nur zur Nutzung in äußerlich anzuwendenden Arzneimitteln und Kosmetik. Farbstoffe, die aus natürlichen Quellen, wie Gemüse, Mineralien oder Tieren, gewonnen werden, sowie künstliche Derivate natürlich vorkommender Substanzen sind von der Zertifizierung ausgenommen. Sowohl künstlich hergestellte als auch natürlich gewonnene Farbstoffe müssen strenge Standards erfüllen, bevor sie zur Verwendung in Lebensmitteln zugelassen werden.

### Zertifizierbare Farben
| Name              | Trivialname      | Farbe  | Kommentar                                  |
| ----------------- | ---------------- | ------ | ------------------------------------------ |
| FD&C Blue No. 1   | Brillantblau FCF | blau   |                                            |
| FD&C Blue No. 2   | Indigokarmin     | indigo |                                            |
| FD&C Green No. 3  | Fast Green FCF   | grün   |                                            |
| FD&C Red No. 3    | Erythrosin       | pink   |                                            |
| FD&C Red No. 40   | Allurarot AC     | rot    |                                            |
| FD&C Yellow No. 5 | Tartrazin        | gelb   |                                            |
| FD&C Yellow No. 6 | Gelborange S     | orange |                                            |
|                   | Orange B         | orange | Beschränkt auf bestimmte Verwendungszwecke |
|                   | Citrus Red No. 2 | rot    | Beschränkt auf bestimmte Verwendungszwecke |

## Lebensmittelzusatzstoffe
Der FFDCA verlangt von Herstellern von Lebensmittelzusatzstoffen, mit ausreichender Sicherheit nachzuweisen, dass durch die beabsichtigte Verwendung des Zusatzstoffs kein Schaden entsteht. Wenn die FDA feststellt, dass ein Zusatzstoff sicher ist, legt die Behörde fest, unter welchen Bedingungen der Zusatzstoff sicher verwendet werden kann.

### Definition von Lebensmittelzusatzstoffen
Die FDA definiert „Lebensmittelzusatzstoffe“ als „jeden Stoff, dessen beabsichtigte Verwendung direkt oder indirekt dazu führt oder bei der zu erwarten ist, dass der Stoff Bestandteil eines Lebensmittels wird oder auf andere Weise die Eigenschaften eines Lebensmittels beeinträchtigt (einschließlich aller Substanzen, die zur Produktion, Herstellung, Verpackung, Verarbeitung, Zubereitung, Behandlung, zum Transport oder zur Aufbewahrung von Lebensmitteln dienen; dazu zählen auch Strahlungsquellen, die für eine solche Verwendung bestimmt sind), wenn ein solcher Stoff nicht GRAS ist oder vor 1958 zugelassen wurde oder anderweitig von der Definition von Lebensmittelzusatzstoffen ausgeschlossen ist.“ Die vollständige Definition findet sich in Abschnitt 201(s) des FD&C Act, wo auch weitere Ausnahmen aufgeführt werden.

## Homöopathische Arzneimittel
Homöopathische Zubereitungen werden in den Abschnitten 201(g) und 201(j) geregelt und geschützt, sofern das Arzneimittel aus Substanzen aus der Homeopathic Pharmacopoeia of the United States besteht, welche vom Gesetz als offizielles Arzneimittelkompendium anerkannt wird.
Die Federal Trade Commission erklärte im November 2016, dass homöopathische Mittel ohne „aussagekräftige und zuverlässige wissenschaftliche Beweise“ keine Wirksamkeitsansprüche stellen dürfen. Wenn diese Beweise nicht vorhanden sind, muss dies klar auf der Verpackung angegeben werden und es muss angegeben werden, dass die Behauptungen nur auf Theorien des 18. Jahrhunderts basieren, die von der modernen Wissenschaft verworfen wurden.

## Flaschenwasser
In Flaschen abgefülltes Wasser wird von der FDA wie Lebensmittel behandelt. Die Agentur hat Identitätsstandards für verschiedene Wassertypen (Mineralwasser, Quellwasser) und Vorschriften zur Wasseraufbereitung und -abfüllung, der Wasserqualität und der Produktkennzeichnung veröffentlicht.

## Kosmetik
Das Gesetz definiert Kosmetik als „Artikel, die auf den menschlichen Körper gerieben, gegossen, gestreut, aufgesprüht oder anderweitig aufgetragen werden sollen [...] zur Reinigung, Verschönerung, Erhöhung der Attraktivität oder Veränderung des Aussehens.“ Dem Gesetz zufolge müssen Kosmetika nicht von der FDA zugelassen werden. Da es jedoch die Vermarktung verfälschter oder falsch gekennzeichneter Kosmetik im zwischenstaatlichen Handel verbietet, kann die FDA Kosmetik, die unsichere Inhaltsstoffe enthält oder falsch gekennzeichnet ist, vom Markt nehmen. Außerdem kann sie Unternehmen, die Kosmetik herstellen, inspizieren, um sicherzustellen, dass Kosmetik nicht verfälscht wird.

## Medizinprodukte
Am 28. Mai 1976 wurde der FD&C Act durch den Medical Device Regulation Act geändert und enthält seither Vorschriften für Medizinprodukte. Die Änderung erfordert von allen Medizinprodukten die Einteilung in eine von drei Klassen:
- Klasse I: Produkte, für die keine Marktzulassung erforderlich ist, die jedoch allgemeinen Kontrollen unterliegen. Zahnseide ist ein Produkt der Klasse I.
- Klasse II: Produkte, die dem Verfahren nach 510(k) unterliegen. In Klasse II werden Diagnosetests, Herzkatheter, Hörgeräte und Amalgamfüllungen eingeordnet.
- Klasse III: Produkte, die wie bei der New Drug Application den „Premarket Approval“-Prozess durchlaufen. Dabei handelt es sich um Produkte, die dauerhaft in den menschlichen Körper implantiert werden oder für die Lebenserhaltung erforderlich sein können. Beide Kriterien werden von Kunstherzen erfüllt. Das am weitesten verbreitete Produkt aus Klasse III stellen automatisierte externe Defibrillatoren dar. Produkte, die keines der Kriterien erfüllen, werden grundsätzlich der Klasse II zugeordnet.

Produkte, die bereits vor der Änderung auf dem Markt waren und in Klasse III eingeordnet werden, müssen von der FDA geprüft und entweder in Klasse II eingeordnet werden und das Verfahren der „Premarket Notification“ durchlaufen oder der Hersteller muss die Sicherheit und Wirksamkeit gemäß dem „Premarket Approval“ beweisen. Ein Beispiel für Produkte, die vor der Änderung auf dem Markt waren, sind Geräte zur Elektrokonvulsionstherapie, die von der FDA seit 2011 überprüft werden.

### „Premarket Notification“ (510(k), PMN)
Abschnitt 510(k) des Federal Food, Drug, and Cosmetic Act verlangt von Herstellern von Medizinprodukten, die einer Registrierung unterliegen, dass sie die FDA mindestens 90 Tage im Voraus darüber informieren, dass sie ein Medizinprodukt auf den Markt bringen wollen.
Dieses Verfahren ist als „Premarket Notification“, PMN oder 510(k) bekannt. Es erlaubt der FDA, zu bestimmen, ob das Produkt einem Produkt entspricht, das bereits in eine der drei Kategorien eingeordnet wurde. Somit können „neue“ Produkte (die vor dem 28. Mai 1976 nicht kommerziell vermarktet wurden), die nicht klassifiziert wurden, ordnungsgemäß identifiziert werden.
Jedes Produkt, das über die „Premarket Notification“ auf den Markt kommt, muss „im Wesentlichen gleichwertig“ mit einem Produkt sein, das bereits vor dem 28. Mai 1976 auf dem Markt war. Wenn sich das Produkt hinsichtlich des Designs, Materials, der chemischen Zusammensetzung, der Energiequelle, dem Herstellungsverfahren oder dem Verwendungszweck wesentlich unterscheidet, muss das Produkt den Prozess des „Premarket Approval“ durchlaufen, was jedoch nicht immer passiert.
Ein Produkt, das über das Verfahren nach 510(k) auf den Markt kommt, gilt nicht als von der FDA „zugelassen“. Nichtsdestotrotz darf es in den Vereinigten Staaten vermarktet und verkauft werden.
Einer Studie aus dem Jahr 2011 zufolge waren die meisten Medizinprodukte, die in den vorherigen fünf Jahren aufgrund „schwerer Gesundheitsprobleme oder Todesfälle“ vom Markt genommen wurden, von der FDA über den weniger strengen und günstigeren Prozess nach 510(k) freigegeben worden. In einigen Fällen wurden die Produkte als so risikoarm eingestuft, dass keine Überwachung durch die FDA erfolgte. Von den 113 zurückgerufenen Produkten wurden 35 aufgrund von Herz-Kreislauf-Problemen vom Markt genommen.

### „Premarket Approval“ (PMA)
Das Verfahren des „Premarket Approval“ (PMA) ist das strengste Verfahren zur Zulassung von Medizinprodukten durch die FDA. Im Gegensatz zum Verfahren nach 510(k) muss der Hersteller des Medizinprodukts  einen Antrag bei der FDA stellen und muss eine Genehmigung erhalten, ehe er das Produkt vermarkten darf.
Der Zulassungsantrag enthält Informationen darüber, wie das Produkt funktionieren soll und wie es hergestellt wird, sowie präklinische und klinische Studien, die die Wirksamkeit und Sicherheit des Produkts für den vorgesehenen Anwendungszweck aufzeigen. Da für das PMA eine klinische Studie erforderlich ist, sind die Kosten wesentlich höher als beim Verfahren nach 510(k).:7

### Automatische Klasse-III-Einstufung (de-novo-Klassifizierung)
Mit dem Food and Drug Administration Modernization Act of 1997 wurde Abschnitt 513(f)(2) des FD&C Act eingeführt, der die FDA zur Einführung eines risikobasierten Regulierungssystems für Medizinprodukte verpflichtete. Daraufhin führte die FDA ein de-novo-Verfahren für Medizinprodukte ein, die automatisch in Klasse III eingestuft werden, auch wenn es kein bereits existierendes Produkt gibt, das für das Verfahren nach 510(k) herangezogen werden kann, sofern eine angemessene Sicherheit und Wirksamkeit des Produkts durch allgemeinen Kontrollen oder allgemeine und spezielle Kontrollen gewährleistet ist.

## Verwandte Gesetze
Der 1938 verabschiedete Wheeler-Lea Act gab der Federal Trade Commission die Befugnis, die Werbung für alle von der FDA kontrollierten Produkte mit Ausnahme verschreibungspflichtiger Arzneimittel zu überwachen.

## Änderungen des Gesetzes
Das Gesetz wurde durch eine Reihe von Gesetzen geändert:
- Das Durham-Humphrey Amendment (26. Oktober 1951) erklärte einige Arzneimittel für verschreibungspflichtig
- Drug Efficacy Amendment (10. Oktober 1962)
- Drug Abuse Control Amendments of 1965
- Das Vitamin-Mineral Amendment (22. April 1976) untersagte der FDA, Standards festzulegen, die die Wirksamkeit von Vitaminen und Mineralstoffen in Nahrungsergänzungsmitteln begrenzen oder diese aufgrund ihrer Wirksamkeit als Arzneimittel zu behandeln.[28]
- Medical Device Regulation Act (28. Mai 1976)
- Infant Formula Act of 1980 (26. Oktober 1980)
- Orphan Drug Act (4. Januar 1983)
- Drug Price Competition and Patent Term Restoration Act (24. September 1984)
- Prescription Drug Marketing Act (18. August 1988)
- Generic Animal Drug and Patent Term Restoration Act of 1988 (16. November 1988)
- Nutrition Labeling and Education Act of 1990 (8. November 1990)
- Safe Medical Device Amendments of 1990 (28. November 1990)
- Medical Device Amendments of 1992 (16. Juni 1992)
- Prescription Drug User Fee Act (29. Oktober 1992)
- Animal Medicinal Drug Use Clarification Act (22. Oktober 1994)
- Dietary Supplement Health and Education Act of 1994 (25. Oktober 1994)
- Food Quality Protection Act (3. August 1996)
- Animal Drug Availability Act of 1996 (9. Oktober 1996)
- Best Pharmaceuticals for Children Act (4. Januar 2002)
- Medical Device User Fee and Modernization Act (26. Oktober 2002)
- Animal Drug User Fee Act of 2003 (20. Februar 2003)
- Pediatric Research Equity Act of 2003 (3. Dezember 2003)
- Minor Use and Minor Species Animal Health Act of 2004 (2. August 2004)[29]
- Food Allergen Labeling and Consumer Protection Act of 2004 (2. August 2004)
- FDA Food Safety Modernization Act (4. Januar 2011)
- Generic Drug User Fee Amendment of 2012[30]
- 21st Century Cures Act (13. Dezember 2016)[31][32][33]
- FDA Reauthorization Act of 2017 (18. August 2017)[34]